# Phyllobates
Genre
Statut CITES
Phyllobates est un genre d'amphibiens de la famille  des Dendrobatidae.
L'origine du nom de genre Phyllobates dérive des termes grecs phyllo qui signifie « feuille » et bates qui veut dire « grimpeur », faisant référence au comportement de certains amphibiens de la famille des Dendrobatidae aux mœurs très arboricoles, pouvant évoluer sur les feuilles.
Les cinq espèces de ce genre se rencontrent au Nicaragua, au Costa Rica, au Panama et en Colombie. Les batrachotoxines, qui sont des toxines extrêmement létales, ont été seulement détectées sur les grenouilles du genre Phyllobates et sont stockées dans les glandes de leur peau. Trois des cinq espèces (Phyllobates aurotaenia, Phyllobates bicolor et Phyllobates terribilis) composant ce genre sont notamment connues pour être utilisées dans le cadre de la chasse par des peuples amérindiens de Colombie afin d'empoisonner leurs flèches.
Toutes les espèces de ce genre ont été inscrites à l'annexe II de la Cites afin de contrôler leur commercialisation.

## Liste des espèces
Selon Amphibian Species of the World (11 juin 2017) :
- Phyllobates aurotaenia (Boulenger, 1913)
- Phyllobates bicolor Duméril & Bibron, 1841
- Phyllobates lugubris (Schmidt, 1857)
- Phyllobates terribilis Myers, Daly & Malkin, 1978
- Phyllobates vittatus (Cope, 1893)

## Répartition

Distribution géographique des différentes espèces de Phyllobates.

Les cinq espèces de ce genre se rencontrent au Nicaragua, au Costa Rica, au Panama et en Colombie.
Trois des cinq espèces vivent dans l'ouest de la Colombie. Ainsi, Phyllobates aurotaenia se rencontre entre 90 et 1 000 m d'altitude dans les départements de Chocó et de Valle del Cauca dans le bassin des río Atrato et río San Juan, sur le versant ouest de la cordillère Occidentale. Phyllobates bicolor se trouve dans les départements du Cauca, du Chocó, de Risaralda et de Valle del Cauca, à une altitude comprise entre 400 et 1 500 m, au niveau du bassin supérieur du río Atrato et du río San Juan, près du río Raposo et à la source du río Sipí. Quant à Phyllobates terribilis, elle se rencontre sur la côte du Pacifique de la Colombie dans le département de Cauca, à une altitude comprise entre 100 et 200 m, au niveau du bassin supérieur du río Saija. Des spécimens de cette espèce ont également été découverts dans le département de l'Antioquia.
Phyllobates lugubris vit dans l'extrême Sud du Nicaragua, au Costa Rica et dans l'ouest du Panama tandis que Phyllobates vittatus se rencontre au Costa Rica, dans les environs du golfe Dulce, entre 20 et 550 m d'altitude.

## Description
Ces grenouilles sont très colorées. 

Comparaison visuelle des différentes espèces
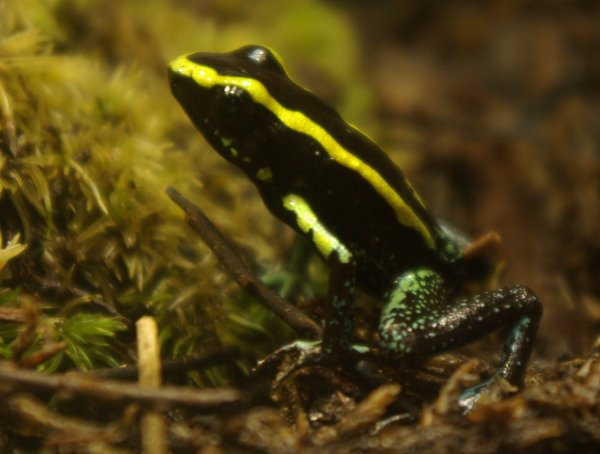
Vue complète de Phyllobates aurotaenia
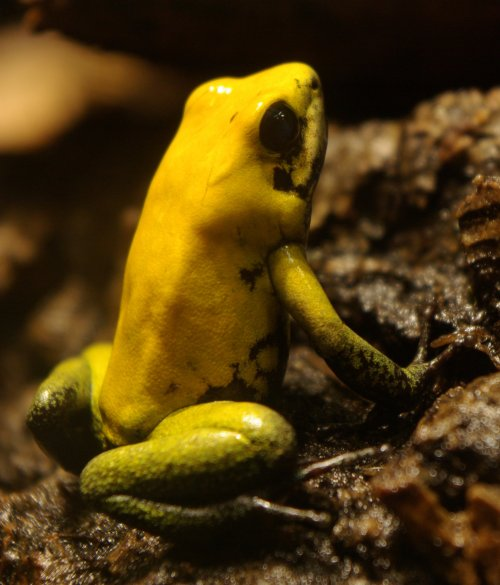
Vue complète de Phyllobates bicolor
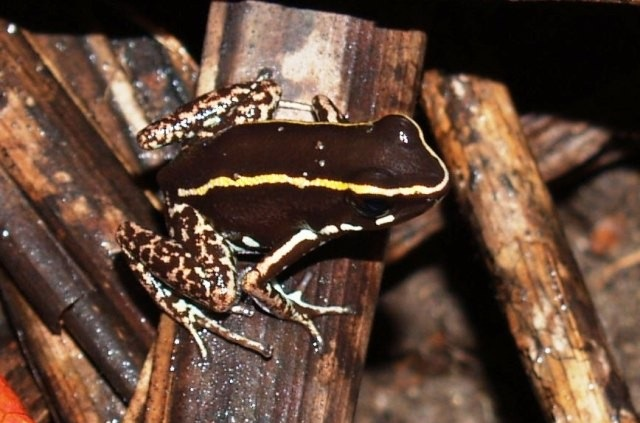
Vue complète de Phyllobates lugubris
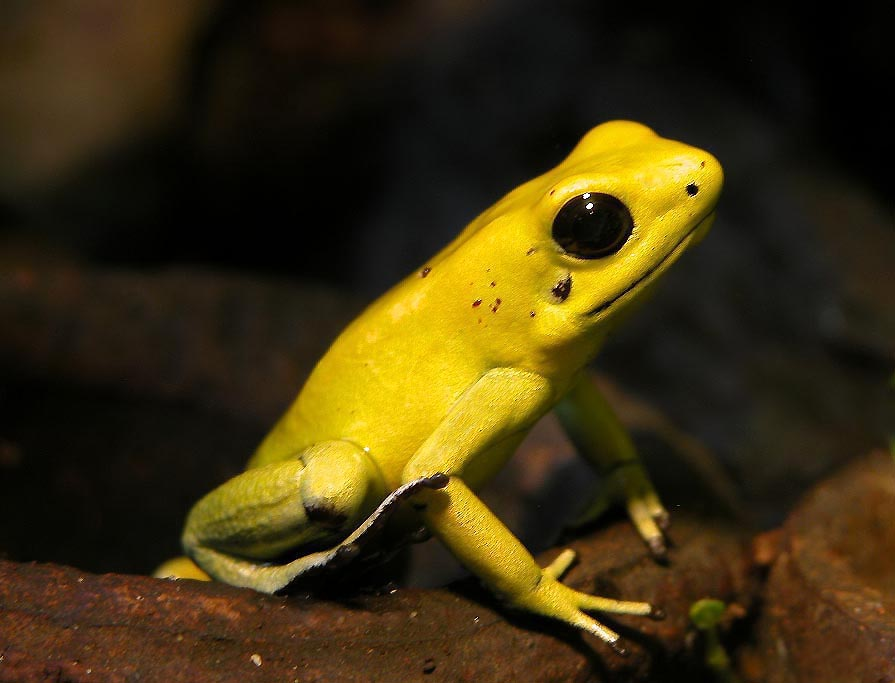
Vue complète de Phyllobates terribilis
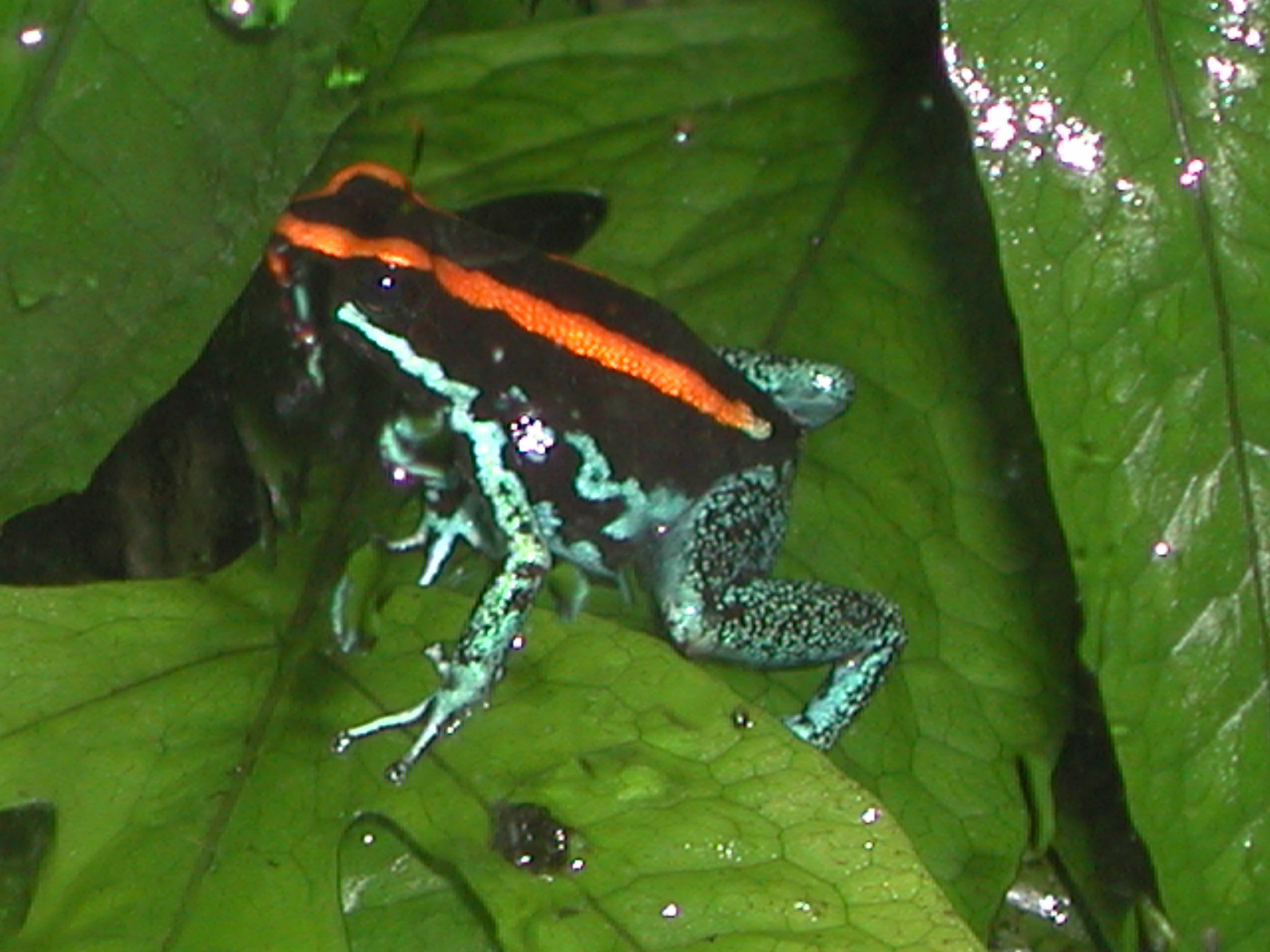
Vue complète de Phyllobates vittatus

## Toxicité

Structure de la batrachotoxine.

Les grenouilles du genre Phyllobates sont extrêmement dangereuses. En effet,  elles sécrètent de la batrachotoxine, un des poisons les plus violents connus. Chez les batraciens, cet alcaloïde stéroïdien a été seulement détecté sur elles. La batrachotoxine empêche les nerfs de transmettre les impulsions électriques, laissant les muscles dans un état de relâchement et pouvant ainsi entraîner une insuffisance cardiaque ou une fibrillation.
La batrachotoxine, qui est stockée dans les glandes de la peau des grenouilles du genre Phyllobates à des degrés divers (Phyllobates lugubris et Phyllobates vittatus en produisant bien moins que les autres), a également été retrouvée dans les plumes et la peau de cinq oiseaux toxiques de la Papouasie-Nouvelle-Guinée (le Pitohui bicolore, le Pitohui variable, le Pitohui huppé, le Pitohui noir et l'Ifrita de Kowald). Chez les espèces de grenouilles du genre Dendrobates, qui dépendent de la sous-famille des Dendrobatinae comme Phyllobates terribilis, on retrouve également d'autres toxines telles que la histrionicotoxine et la pumiliotoxine.
|                                               | Batrachotoxine (µg) | Homobatrachotoxine (µg) | Batrachotoxinine A (µg) |
| Phyllobates bicolor et Phyllobates aurotaenia | 20                  | 10                      | 50                      |
| Phyllobates terribilis                        | 500                 | 300                     | 200                     |
| Phyllobates vittatus                          | 0,2                 | 0,2                     | 2                       |
| Phyllobates lugubris                          | 0,2                 | 0,1                     | 0,5                     |

## LesPhyllobateset l'Homme
Phyllobates terribilis est la plus toxique de toutes les grenouilles. Ainsi, avec Phyllobates aurotaenia et Phyllobates bicolor qui sont également très toxiques, elles sont toutes les trois connues pour être utilisées dans le cadre de la chasse par des peuples amérindiens de Colombie. C'est notamment le cas de deux groupes constitutifs du peuple Chocó : les Noanamá et les Emberá qui, pour empoisonner leurs flèches de sarbacane, les frottent au préalable sur la peau de Phyllobates terribilis lorsqu'elle est vivante. Avec ces fléchettes, ils peuvent ainsi tuer des animaux comme des tapirs. La méthode est différente pour les deux autres espèces de grenouilles qui sont moins toxiques. En effet, après les avoir empalé sur une tige de bambou, les indiens chocoes les exposent vivantes au-dessus d'un feu afin que leur corps exsude une sorte d'huile jaune. Ils imprègnent ensuite la pointe de leur flèches avec le liquide qu'ils ont recueilli en raclant la peau du batracien. Bien que le poison utilisé sur les flèches soit très puissant, les indiens peuvent manger sans risque d'intoxication les animaux qu'ils ont tués durant la chasse. En effet, bien que toutes les toxines ne soient pas thermolabiles, la cuisson de la viande va globalement les détruire.

## Publication originale
- Duméril & Bibron, 1841 : Erpétologie générale ou Histoire naturelle complète des reptiles, vol. 8, p. 1-792 (texte intégral).

### Ouvrages utilisés
- (en) Charles W. Myers, John W. Daly et Borys Malkin, « A dangerously toxic new frog (Phyllobates) used by Emberá Indians of Western Colombia, with discussion of blowgun fabrication and dart poisoning », Bulletin of the American Museum of Natural History, New York, American Museum of Natural History, vol. 161, no 2,‎ 1978, p. 307-366 (lire en ligne).

1. ↑  Myers, Daly et Malkin 1978, p. 328
2. ↑  Myers, Daly et Malkin 1978, p. 339
3. ↑  Myers, Daly et Malkin 1978, p. 342
4. ↑  Myers, Daly et Malkin 1978, p. 343
5. ↑  Myers, Daly et Malkin 1978, p. 344

### Autres références
1. 1 2  Amphibian Species of the World, consulté lors d'une mise à jour du lien externe.
2. ↑  (de) Thomas Ostrowski et Thorsten Mahn, « Phyllobates lugubris », DendroBase (consulté le 18 juillet 2017).
3. ↑  Amphibian Species of the World, consulté le 11 juin 2017.
4. ↑  (en) « Phyllobates aurotaenia (Boulenger, 1914) », UICN
5. ↑  (en) « Phyllobates bicolor (Duméril et Bibron, 1841) », UICN
6. ↑  (en) « Phyllobates bicolor », AmphibiaWeb
7. ↑  (en) Sean K. Stewart, « The True Poison-Dart Frog: The Golden Poison Frog (Phyllobates terribilis) » [archive du 1er août 2012] (consulté le 11 septembre 2013)
8. ↑  (es) « Crece el mundo animal », El Tiempo,‎ 9 octobre 1996 (lire en ligne)
9. 1 2  (en) John William Daly, John P. Dumbacher et Thomas F. Spande, « Batrachotoxin alkaloids from passerine birds: a second toxic bird genus (Ifrita kowaldi) from New Guinea », Proceedings of the National Academy of Sciences of the USA,‎ 24 juillet 2000 (lire en ligne)
10. ↑  (en) William E. Duellman, Biology of Amphibians, Baltimore, JHU Press, 1994, 670 p. (ISBN 978-0-8018-4780-6, lire en ligne), p. 258
11. ↑  (en) John William Daly et Bernhard Witkop, Chemistry and pharmacology of frog venoms (dans Venomous animals and their venoms), vol. II, New York, Academic Press, 1971
12. ↑  (en) Geoffrey A. Cordell, The alkaloids : chemistry and physiology, vol. 43, Academic Press, 1993, 301 p. (ISBN 978-0-12-469543-6), p. 192.
13. ↑  Selon l'ouvrage The alkaloids : chemistry and physiology [1993  (ISBN 978-0-1246-9543-6), p. 192], chez plusieurs populations de Phyllobates lugubris du Panama et du Costa Rica, les quantités de batrachotoxines peuvent même ne pas être détectables.
14. ↑  (es) « Crece el mundo animal », El Tiempo, 9 octobre 1996 (consulté le 12 mai 2011)
15. 1 2  Henri Desmaisons, Empoisonnement des armes primitives, vol. 11, Bulletin de la Société préhistorique de France, 1937 (lire en ligne), p. 493-496.
16. ↑  Eusèle Ferrand, Aide-mémoire de pharmacie, vade-mecum du pharmacien à l'officine et au laboratoire, Paris, J.-B. Baillière et fils, 1883, 812 p. (lire en ligne), p. 265.
17. ↑  (en) Jiri Patocka, Kräuff Schwanhaeuser Wulff et María Victoria Marini Palomeque, « Dart poison frogs and their toxins », The ASA Newsletter, no 74,‎ mai 1999, p. 80-89 (ISSN 1057-9419, lire en ligne)